# No Nukes
No Nukes è un documentario e film concerto del 1980 diretto da Julian Schlossberg, Danny Goldberg e Anthony Potenza.
Il film contiene una selezione tratta dai concerti organizzati nel settembre 1979 dal collettivo Musicians United for Safe Energy (MUSE, "musicisti uniti per l'energia sicura") a sostegno del movimento anti-nucleare. L'evento, intitolato The MUSE Concerts for a Non-Nuclear Future, fu organizzato da un gruppo di musicisti attivi politicamente capeggiato dai cantautori Jackson Browne, Graham Nash, Bonnie Raitt e John Hall, futuro membro della Camera dei rappresentanti degli Stati Uniti, con il giornalista e attivista Harvey Wassermann. Si trattò di una risposta all'incidente alla centrale nucleare di Three Mile Island, sull’omonima isola in Pennsylvania, avvenuto il 28 marzo di quell'anno e che colpì molto l'opinione pubblica mettendo al centro del dibattito la sicurezza dell'energia atomica.
Tra il 19 e il 22 settembre 1979 si tennero quattro concerti al Madison Square Garden di New York, con circa 19 000 spettatori per ogni serata. Il giorno successivo l'evento si concluse con un raduno pacifico culminato in un concerto gratuito al Battery Park, parco pubblico situato sulla punta meridionale di Manhattan, di fronte a circa 200 000 persone.
Il film, distribuito nelle sale il 18 luglio 1980, contiene spezzoni di interviste e momenti dietro le quinte dei concerti e le esibizioni di alcuni dei gruppi e dei musicisti presenti, tra i quali, oltre ai promotori Browne, Nash, Raitt e Hall, i cantautori James Taylor e Carly Simon, all'epoca marito e moglie, il gruppo rock The Doobie Brothers, Bruce Springsteen con la sua E Street Band, il cantante e poeta Gil Scott-Heron, Stephen Stills e David Crosby, Jesse Colin Young. Altri artisti parteciparono ai concerti, ma le loro esibizioni non furono incluse nel film. Tra questi Ry Cooder, Chaka Khan, Nicolette Larson, i Poco, Tom Petty and the Heartbreakers, i Raydio di Ray Parker Jr., il gruppo vocale Sweet Honey in the Rock e musicista reggae Peter Tosh.
No Nukes fu distribuito nel corso degli anni per il mercato home video nei formati VHS, Betamax e LaserDisc, ma solo nel 2012 su DVD. Un triplo album con lo stesso titolo anticipò l'uscita del film e fu pubblicato nel dicembre del 1979, ma con contenuto in gran parte diverso. Il disco contiene anche la registrazione delle esibizione di alcuni degli artisti non presenti nel film.

## Contenuti
Madison Square Garden
- Mockingbird – James Taylor e Carly Simon
- Runaway – Bonnie Raitt
- The Times They Are a-Changin' – James Taylor, Carly Simon, Graham Nash, John Hall (frammento)
- Suite: Judy Blue Eyes – Crosby, Stills & Nash
- Running on Empty – Jackson Browne
- Before the Deluge – Jackson Browne (frammento)
- Dependin' on You – The Doobie Brothers
- What a Fool Believes – The Doobie Brothers
- Barrel of Pain – Graham Nash
- Your Smiling Face – James Taylor
- Stand and Fight – James Taylor (frammento)
- We Almost Lost Detroit – Gil Scott-Heron
- Our House – Graham Nash
- The River – Bruce Springsteen and the E Street Band
- Thunder Road – Bruce Springsteen and the E Street Band
- Quarter to Three – Bruce Springsteen and the E Street Band
- Takin' It to the Streets – The Doobie Brothers con James Taylor, Carly Simon, John Hall, Graham Nash, Stephen Stills, Phoebe Snow, Jackson Browne

Battery Park
- No More Nukes – Joy Ryder, Avis Davis
- Power – John Hall con Jackson Browne, Carly Simon, Graham Nash, Stephen Stills, Bonnie Raitt, David Crosby
- Get Together – Jesse Colin Young